# Youth Cup kobiet w kombinacji norweskiej 2019/2020
Sezon 2019/2020 Youth Cup kobiet w kombinacji norweskiej. Rywalizacja rozpoczęła się 30 sierpnia 2019 r. w niemieckim Oberhofie, a zakończyła 16 lutego 2020 r. w norweskim Knyken. 
W grupie Youth I w sezonie 2019/2020 startowały zawodniczki urodzone w latach 2005–2007, natomiast w grupie Youth II zawodniczki urodzone w latach 2002–2004.
Tytułu wywalczonego rok temu w Youth I broniła Niemka Cindy Haasch, natomiast wśród Youth II również Niemka Emily Schneider.
W tym sezonie w grupie Youth I najlepsza okazała się Rosjanka Mariia Kuzmina, a w grupie Youth II Niemka Emilia Görlich.

## Kalendarz i wyniki Youth I
| Lp. | Data             | Miejscowość | Konkurencja         | 1. miejsce     | 2. miejsce     | 3. miejsce   |
| --- | ---------------- | ----------- | ------------------- | -------------- | -------------- | ------------ |
| 1.  | 30 sierpnia 2019 | Oberhof     | Gundersen HS70/2 km | Mariia Kuzmina | Nika Prevc     | Alva Thors   |
| 2.  | 31 sierpnia 2019 | Oberhof     | Gundersen HS70/3 km | Mariia Kuzmina | Alva Thors     | Nika Prevc   |
| 3.  | 15 lutego 2020   | Knyken      | Gundersen HS75/3 km | Laura Pletz    | Mariia Kuzmina | Anja Rathgeb |
| 4.  | 16 lutego 2020   | Knyken      | Gundersen HS75/3 km | Mariia Kuzmina | Laura Pletz    | Anja Rathgeb |

## Kalendarz i wyniki Youth II
| Lp. | Data             | Miejscowość | Konkurencja         | 1. miejsce     | 2. miejsce     | 3. miejsce      |
| --- | ---------------- | ----------- | ------------------- | -------------- | -------------- | --------------- |
| 1.  | 30 sierpnia 2019 | Oberhof     | Gundersen HS70/3 km | Emilia Görlich | Diana Fedorova | Annamaija Oinas |
| 2.  | 31 sierpnia 2019 | Oberhof     | Gundersen HS70/5 km | Emilia Görlich | Diana Fedorova | Annamaija Oinas |
| 3.  | 15 lutego 2020   | Knyken      | Gundersen HS75/3 km | Emilia Görlich | Mani Cooper    | Oda Leiråmo     |
| 4.  | 16 lutego 2020   | Knyken      | Gundersen HS75/3 km | Emilia Görlich | Oda Leiråmo    | Mani Cooper     |

## Klasyfikacje
| Lp. | Zawodnik         | Punkty |
| --- | ---------------- | ------ |
| 1.  | Mariia Kuzmina   | 380    |
| 2.  | Laura Pletz      | 265    |
| 3.  | Magdalena Burger | 168    |
| 4.  | Nika Prevc       | 140    |
| =   | Alva Thors       | 140    |
| 6.  | Greta Pinzani    | 138    |
| 7.  | Anja Rathgeb     | 120    |
| 8.  | Trine Göpfert    | 100    |
| 9.  | Katharina Hieber | 90     |
| 10. | Urša Vidmar      | 85     |

| Lp. | Zawodnik               | Punkty |
| --- | ---------------------- | ------ |
| 1.  | Emilia Görlich         | 400    |
| 2.  | Oda Leiråmo            | 198    |
| 3.  | Diana Fedorova         | 160    |
| 4.  | Mani Cooper            | 140    |
| 5.  | Annamaija Oinas        | 120    |
| 6.  | Mathilde Oustad        | 100    |
| 7.  | Olga Aristova          | 90     |
| =   | Triinu Hausenberg      | 90     |
| =   | Eva Vaynerova          | 90     |
| 10. | Aleksandra Tikhonovich | 60     |